# Hathemoda
Hathemoda, Hatumoda (niem. Hathumod, Hathumoda, Hadumod) (ur. ok. 840 r.; zm. 29 listopada 874 r. w Bad Gandersheim Dolna Saksonia) – pierwsza opatka klasztoru w Gandersheim od 852 r.
Hatumoda była córką księcia Ludolfa i Ody z dynastii Billungów. Jej ojciec wybrał się z pielgrzymką do Rzymu skąd przywiózł relikwie papieży Anastazego I i Innocentego I otrzymane od papieża Sergiusza II dla planowanej fundacji klasztornej. W 852 r. powstał klasztor w Brunshausen, który w 856 r. został przeniesiony do Gandersheim. Czworo dzieci Ludolfa wstąpiło na służbę Kościoła, z tego trzy córki były opatkami w Gandersheim: Hatumoda, Gerberga i Krystyna. Hatumoda zmarła na nieznaną chorobę, którą zaraziła się pielęgnując swoją chorą siostrę. Wkrótce po jej śmierci mnich Agius z klasztoru Lamspringe napisał jej żywot „Vita obitus Hathumodae".

## Literatura
- B. Pez (Hrsg.): Agii vita obitus Hathumodae, 1721
- Henryk Fros, Franciszek Sowa, Księga imion i świętych, t.3, Kraków 1998, kolumny 11-12.
- Friedrich Rückert Das Leben der Hadumod, Stuttgart 1845
- Lexikon für Theologie und Kirche, Bd. 4, Freiburg im Breigau 1932, kolumna 840.